# 傅利曼數
傅利曼數（Friedman number）是在給定的進位制中，能夠用組成數字透過四則運算、括號和冪組成式子，結果是自己的數。例如347是傅利曼數因為{\displaystyle 347=7^{3}+4\,\!}。
十進制中，一千以內的傅利曼數為25, 121, 125, 126, 127, 128, 153, 216, 289, 343, 347, 625, 688, 736（OEIS:A036057）。
在不同的進位制，傅利曼數都有無限個（Trevor Green）。
在數位前增加0或使用括號括起一整個數作為解答是不允許，因為任何數也能做到，例如{\displaystyle 001729=1700+29\,\!}或{\displaystyle 24=(24)\,\!}。
觀察到5的冪大多是傅利曼數，便可找到一連串的傅利曼數。Friedman給出的例子是{\displaystyle 250068=500^{2}+68\,\!}，於是找到250010至250099均為傅利曼數。

## 好傅利曼數
若那個數的組成式子可以依數字的順序，就說那個數是好傅利曼數。例如{\displaystyle 127=-1+2^{7}\,\!}、{\displaystyle 343=(3+4)^{3}}。少於10000的好傅利曼數都要用上加法和減法，它們是127, 343, 736, 1285, 2187, 2502, 2592, 2737, 3125, 3685, 3864, 3972, 4096, 6455（OEIS:A080035）。

## 循環整數
顯然易見，任何傅利曼數兼循環整數，都是好傅利曼數。
十進制中最小的傅利曼數兼循環整數可能是{\displaystyle 99999999=(9+{9 \over 9})^{9-{9 \over 9}}-{9 \over 9}\,\!}（Fondanaiche）。
所有進位制中的超過24位的循環整數均為傅利曼數（Brandon Owens）。

## 找尋傅利曼數所用的算法
在任何給定進位制中，兩位的傅利曼數比三位的少，但較為易找。將一個兩位數表示成{\displaystyle mb+n\,\!}，當中{\displaystyle b\,\!}是底，{\displaystyle m,n\,\!}是0至{\displaystyle b-1\,\!}的整數，檢查它們是否符合{\displaystyle mb+n=mn\quad m+n=m^{n}\quad mb+n=n^{m}}其中一條，便可以知道這個數是否傅利曼數。當去到較高的位數，只需增加要檢查的等式數量即可。

## 羅馬數字中傅利曼數
若規則不變，所有羅馬數字均為傅利曼數。它們都可以用加號或減號連結起來。因此Erich Friedman 和Robert Happleberg都研究過不只使用加和減的式子，第一個好傅利曼數為8，{\displaystyle VIII=(V-I)\times II}；除此之外亦有用到冪的如{\displaystyle 256=CCLVI=IV^{CC \over L}\,\!}。
找尋這類傅利曼數的難處不在於數的增大，而在於使用的羅馬數字符號的增加。

## 外部連結
- Friedman Numbers, at Dr. Erich Friedman's home page （页面存档备份，存于）（英語）